# Bitwa pod uMgungundlovu
Bitwa pod uMgungundlovu – starcie zbrojne, które miało miejsce w roku 1838.
Do bitwy z Zulusami doszło w kwietniu 1838 r., kiedy to grupa burskich osadników pod dowództwem Pieta Uysa przekroczyła rzekę Buffalo i w rejonie uMgungundlovu została zaatakowana przez przeciwnika. Zaskoczeni Burowie stracili w bitwie 10 ludzi w tym Pieta Uysa i jego syna.